# Copa Cancún de fútbol playa 2012
La Copa Cancún de fútbol playa 2012 fue un torneo organizado por Beach Soccer Worldwide (BSWW) que se desarrolló del 10 al 12 de febrero en el Sunset Royal Hotel Beach de la ciudad de Cancún, Quintana Roo, México.
Los equipos participantes fueron las selecciones nacionales de México, El Salvador, España y Estados Unidos, y se llevó a cabo con el sistema de todos contra todos.
La selección mexicana fue la ganadora del evento, y los reconocimiento individuales fueron para el salvadoreño José Agustín Ruiz  como el mejor jugador, y máximo anotador con siete goles. Como mejor guardamenta fue elegido el mexicano Héctor Robles.

## Equipos participantes
| Equipos participantes | Equipos participantes | Equipos participantes | Equipos participantes |
| --------------------- | --------------------- | --------------------- | --------------------- |
| México                | El Salvador           | España                | Estados Unidos        |

## Posiciones
| Equipo         | Pts | PJ | PG | PG+ | PP | GF | GC | Dif |
| -------------- | --- | -- | -- | --- | -- | -- | -- | --- |
| México         | 7   | 3  | 2  | 1   | 0  | 10 | 6  | 4   |
| El Salvador    | 6   | 3  | 2  | 0   | 1  | 15 | 12 | 3   |
| España         | 3   | 3  | 1  | 0   | 2  | 7  | 9  | -2  |
| Estados Unidos | 0   | 3  | 0  | 0   | 3  | 9  | 14 | -5  |

## Calendario y resultados
| 10 de febrero | España                                          | 4:2               | Estados Unidos          | Sunset Royal Hotel Beach, Cancún, México |  |
|               | Luis 7' (1) 1' (3) · Sidi 8' (3) · Kuman 1' (3) | ( 1:0, 0:2, 3:0 ) | Morales 11' (2) 10' (2) |                                          |  |

| 10 de febrero | El Salvador                                     | 4:4 (t. s.)(3:4 p.)        | México                                                    | Sunset Royal Hotel Beach, Cancún, México |  |
|               | Ruiz 7' (1) 11' (2) 8' (3) · Torres 4' (3)      | ( 1:1, 1:1, 2:2, 0:0 )     | Villalobos 0' (1) 0' (2) · Mosco 11' (3) · Fierros 8' (3) |                                          |  |
|               |                                                 | Tiros desde el punto penal |                                                           |                                          |  |
|               | Ruiz · Torres · Portillo · Membreño · Hernández |                            | Fierros · Villalobos · H. López · Rodríguez · Mosco       |                                          |  |

| 11 de febrero | Estados Unidos                                                    | 6:8               | El Salvador                                                                                             | Sunset Royal Hotel Beach, Cancún, México |  |
|               | Morales 8' (1) 4' (2) 0' (2) · Abraham 4' (1) 9' (3) · Gil 6' (3) | ( 2:2, 2:4, 2:2 ) | Portillo 10' (1) · Ruiz 5' (1) 6' (2) 2' (2) 1' (3) · Robles 11' (2) · Torres 4' (2) · Hernández 1' (3) |                                          |  |

| 11 de febrero | México                                                      | 4:1               | España         | Sunset Royal Hotel Beach, Cancún, México |  |
|               | Rodríguez 10' (1) · Villalobos 9' (1) · Mosco 1' (1) 0' (3) | ( 3:0, 0:1, 1:0 ) | Llorenç 0' (2) |                                          |  |

| 12 de febrero | España                       | 2:3               | El Salvador                              | Sunset Royal Hotel Beach, Cancún, México |  |
|               | Llorenç 3' (2) · Dona 8' (3) | ( 0:0, 1:1, 1:2 ) | Torres 2' (2) · Hernández 10' (3) 0' (3) |                                          |  |

| 12 de febrero | México                            | 2:1 (t. s.)            | Estados Unidos | Sunset Royal Hotel Beach, Cancún, México |  |
|               | Rodríguez 1' (1) · Mosco 2' (pr.) | ( 1:1, 0:0, 0:0, 1:0 ) | Morales 1' (1) |                                          |  |